# Potato Dreams of America
Potato Dreams of America ist eine Schwarze Komödie von Wes Hurley und zugleich eine Filmbiografie des russisch-US-amerikanischen Drehbuchautors und Filmemachers. Der Film feierte im März 2021 beim South by Southwest Film Festival seine Premiere und kam am 4. August 2022 in die deutschen Kinos.

## Handlung
Ein Junge, der von seiner alleinerziehenden Mutter Lena nur bei seinem Spitznamen Potato gerufen wird, weil er wirklich nicht der Größte ist, hat früh bemerkt, dass er schwul ist. Er wächst in der Sowjetunion auf, die sich im Niedergang befindet. Lena arbeitet als Ärztin in einem Gulag, wo sie sich um die Gefangenen kümmert. Die Arbeitsbedingungen in dem Gulag sind für beide Seiten schwer.
Als der Eiserne Vorhang fällt, verändert sich Russland über Nacht. Das Christentum macht sich in dem Land breit und damit auch Antisemitismus und Homophobie. Potato, der zu lernen versucht, mit den neuen Bedingungen klarzukommen, hat einen imaginären Freund erschaffen, niemand Geringeren als Jesus. Dieser liegt den ganzen Tag auf der Couch und sieht fern.
Als Lena auf eine Anzeige für Katalogehen stößt, beginnt sie mit einem US-Amerikaner namens John zu korrespondieren. Wenig später beschließen sie, nach Seattle zu ziehen, was Potato gar nicht unrecht ist, liebt er doch Filme, ganz besonders die amerikanischen. So landen beide in den 1990er Jahren in den USA, um dort ein neues Leben zu beginnen.
Einige Jahre später haben sich Potato und seine Mutter schnell an die neuen Freiheiten gewöhnt, die man in den USA genießt. Der sehr religiöse John hat jedoch so seine Launen, und Potato hat Angst, sich ihm gegenüber zu outen, weil er nicht die Beziehung zu seiner Mutter gefährden will.

## Produktion

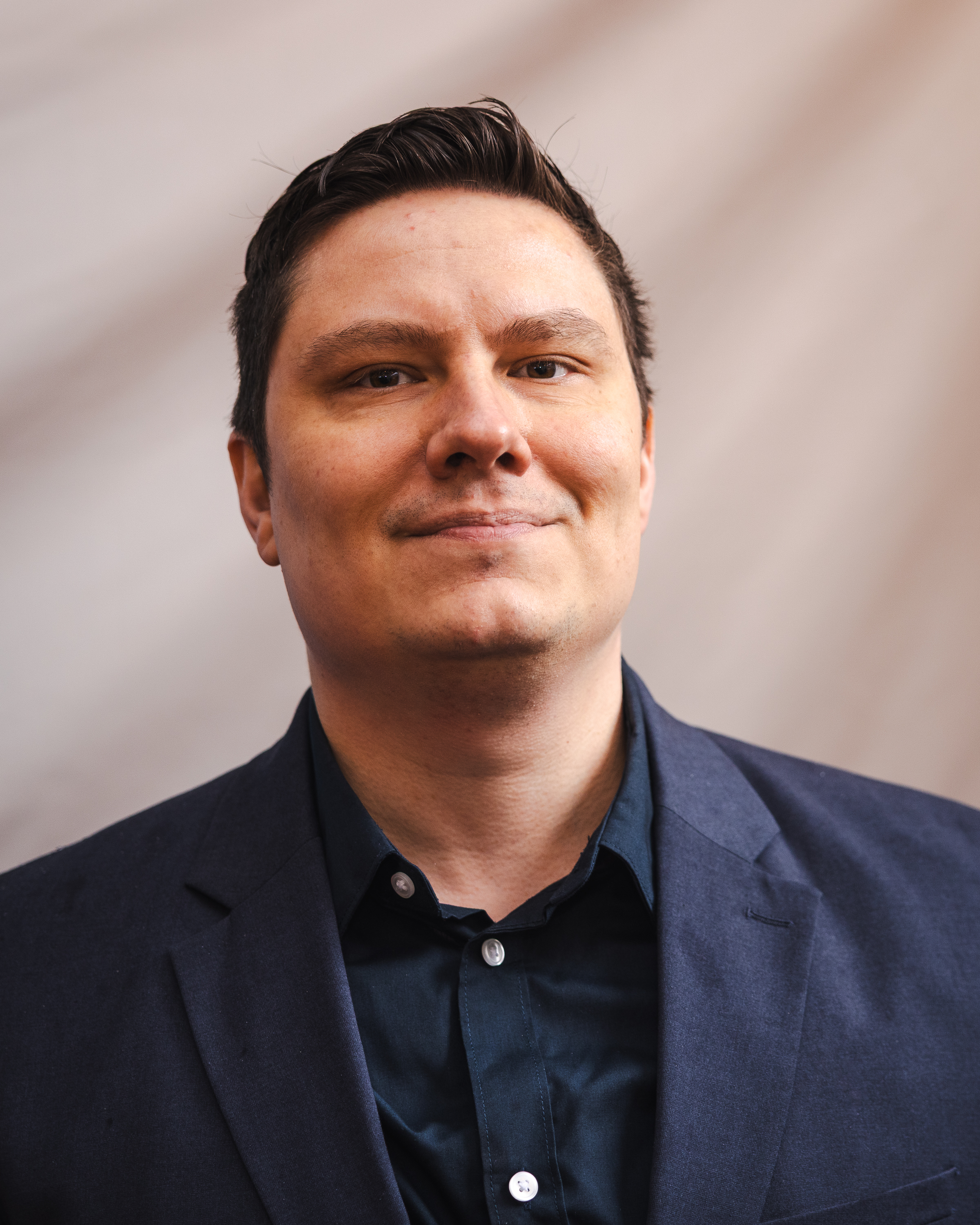
Regisseur Wes Hurley

Regie führte Wes Hurley, der bereits in seinem autobiographischen und vielfach ausgezeichneten Kurzdokumentarfilm Little Potato von seinem eigenen Leben, der Flucht in die USA und vom neuen Partner seiner Mutter erzählte. Hurley wurde in Wladiwostok geboren und wusste, dass er schwul ist, als er noch in der Sowjetunion lebte. Im Alter von 16 Jahren outete er sich gegenüber seiner Mutter. Nachdem er mit dieser in die USA eingewandert war, studierte er Theater, Kunst und Film an der University of Washington in Seattle. Hurley schrieb auch das Drehbuch und produzierte den Film gemeinsam mit Mischa Jakupcak
Hersh Powers spielt Potato als Kind, als er noch in Russland lebt, Tyler Bocock spielt ihn als Teenager nach dem Umzug in die USA. In Russland wird seine Mutter Lara von Sera Barbieri gespielt, nach dem Umzug in die USA von Marya Sea Kaminski. Jonathan Bennett ist in der Rolle von Potatos imaginärem Freund Jesus zu sehen. Dan Lauria spielt John, den neuen Mann von Lara in den USA.
Die Weltpremiere erfolgte am 16. März 2021 beim South by Southwest Film Festival. Im April 2021 wurde er beim Seattle International Film Festival gezeigt. Mitte August 2021 wurde er beim Outfest in Los Angeles vorgestellt. Anfang September 2021 wurde er beim Festival des amerikanischen Films in Deauville im Hauptwettbewerb gezeigt. Die Deutschlandpremiere erfolgte im Oktober 2021 beim Hamburg International Queer Film Festival. Der Kinostart in Deutschland erfolgte am 4. August 2022.

## Rezeption

### Altersfreigabe
In Deutschland wurde der Film von der FSK ab 16 Jahren freigegeben. In der Freigabebegründung heißt es, der Film enthalte mehrere Szenen, in denen Personen bedroht, unter Druck gesetzt oder handgreiflich angegangen werden. Auch komme es immer wieder zu derb sexualisierter und diskriminierender Sprache. Jugendliche ab 16 Jahren seien jedoch in der Lage, diese Szenen in den Kontext der Coming-of-Age-Geschichte einzuordnen und überforderungsfrei zu verarbeiten. Auch mehrere, teils recht deutlich bebilderte Sexszenen bewegten sich in einem Rahmen, der Jugendliche ab 16 Jahren nicht überfordert.

### Kritiken
Von den bei Rotten Tomatoes aufgeführten Kritiken sind 91 Prozent positiv bei einer durchschnittlichen Bewertung mit 7,2 von 10 möglichen Punkten.
Ulrich Kriest vom Filmdienst erklärt in seiner Kritik, der erste Teil des Films, der in der Sowjetunion spielt, sei sehr stilisiert als Theaterinszenierung in Szene gesetzt, was durchaus dem Budget des Films geschuldet sein mag, und der selbstbewusst-wortgewandte Potato erinnere mitunter an Jojo Rabbit. In Seattle angekommen ändere der Film seinen Inszenierungsmodus, werde heller, beweglicher und realistischer. So changiere der Film „ästhetisch zwischen Off-Theater und Sitcom, Ed Wood, Woody Allen in seiner „Annie Hall“-Phase und Gregg Araki, zwischen Satire und Melodram und politisch zwischen schlagfertiger Kritik an Dogmen aller Couleur und striktem emanzipatorischem Impuls im Gewand einer theatralischen Sitcom mit erstaunlichen Camp-Anteilen.“
Patrick Heidmann schreibt bei Queer.de, wenn Wes Hurley gegen Ende des Films seinem Kollegen Gregg Araki Tribut zollt, aber Potato Dreams of America nie dessen Mut und Energie entwickelt, stehe die Komödie übers Anderssein mit Fantasy-Flair doch klar in der Tradition des Queer Cinemas der 1990er und frühen 2000er Jahre. Dies nicht nur durch originelle Gastauftritte von queeren Promis, sondern auch, weil es auch hier gelinge, gewisse Unbeholfenheiten, kleinere Inszenierungsschwächen und ein bescheidenes Budget mit sehr viel Charme und Einfallreichtum wieder wettzumachen.

### Auszeichnungen
Festival des amerikanischen Films 2021
- Nominierung im Hauptwettbewerb (Wes Hurley)[8]

Out On Film 2021
- Auszeichnung als Beste Filmkomödie[15]

Outfest Los Angeles 2021
- Auszeichnung für das Beste Drehbuch mit dem U.S. Narrative Feature Grand Jury Prize (Wes Hurley)[16]

Seattle International Film Festival 2021
- Nominierung im New American Cinema Competition (Wes Hurley)[17]

South by Southwest Film Festival 2021
- Nominierung im Narrative Feature Competition[18]